# Municipio de North Prairie
El municipio de North Prairie (en inglés: North Prairie Township) es un municipio ubicado en el condado de McHenry en el estado estadounidense de Dakota del Norte. En el año 2010 tenía una población de 103 habitantes y una densidad poblacional de 1,11 personas por km².

## Geografía
El municipio de North Prairie se encuentra ubicado en las coordenadas 48°9′37″N 100°56′23″O / 48.16028, -100.93972. Según la Oficina del Censo de los Estados Unidos, el municipio tiene una superficie total de 92.87 km², de la cual 92,8 km² corresponden a tierra firme y (0,08 %) 0,08 km² es agua.

## Demografía
Según el censo de 2010, había 103 personas residiendo en el municipio de North Prairie. La densidad de población era de 1,11 hab./km². De los 103 habitantes, el municipio de North Prairie estaba compuesto por el 100 % blancos. Del total de la población el 0 % eran hispanos o latinos de cualquier raza.